# Gary Bannister
Gary Bannister (ur. 22 lipca 1960 w Warrington) – angielski piłkarz występujący na pozycji napastnika. 

## Kariera klubowa
Bannister karierę rozpoczynał w 1978 roku w zespole Coventry City. W Division One zadebiutował 26 sierpnia 1978 w wygranym 4:1 meczu z Norwich City. 5 maja 1979 w wygranym 3:0 spotkaniu z Wolverhampton strzelił pierwszego gola w Division One. W 1980 roku przebywał na wypożyczeniu w amerykańskim Detroit Express, grającym w NASL.
W 1981 roku Bannister odszedł do Sheffield Wednesday z Division Two. Występował tam przez trzy sezony, a potem przeszedł do Queens Park Rangers z Division One. W sezonie 1984/1985 został królem strzelców Pucharu UEFA. W QPR spędził cztery sezony. Potem wrócił do Coventry, nadal grającego w Division One. Tym razem grał tam przez trzy sezony.
Na początku 1990 roku Bannister przeniósł się do drużyny Division Two, West Bromwich Albion. W sezonie 1990/1991 spadł z nim do Division Three. W kolejnym sezonie grał na wypożyczeniu w Oxford United (Division Two).
W 1992 roku został graczem Nottingham Forest, występującego w nowo utworzonej Premier League. Spędził tam sezon 1992/1993. Następnie grał w zespołach Stoke City (Division One), Hong Kong Rangers z Hongkongu, Lincoln City (Division Three) oraz Darlington (Division Three). W 1996 roku zakończył karierę.

## Kariera reprezentacyjna
W 1982 roku Bannister wystąpił jeden raz w reprezentacji Anglii U-21.